# Кутиноэрабу
Кутиноэ́рабу (яп. 口永良部島 Кутиноэрабу-дзима) — вулканический остров на юге Японии в префектуре Кагосима в составе архипелага Осуми.
Площадь острова составляет всего 38 км². На острове находится несколько пансионатов с горячими источниками, а сам остров целиком входит в состав национального парка Кирисима-Яку. Местное население, число которого не превышает 150 человек, живет в основном за счет рыболовства, сельского хозяйства и сезонного туризма — от соседнего острова Якусима до Кутиноэрабу курсирует паром.
В современный период подтверждено около 3 десятков случаев вулканической активности одноимённого вулкана. 29 мая 2015 года началось очередное извержение. Все жители острова Кутиноэрабу были благополучно эвакуированы. Кутиноэрабу продолжал выбрасывать столбы пепла и дыма на высоту до 9 км.

## Извержение в 2020 году
Вулкан Синдакэ извергался в январе 2020 года. 3 февраля Синдакэ выбросил столб пепла на высоту 7 тысяч метров.